# París-Roubaix 1934
La París-Roubaix 1934 fou la 35a edició de la París-Roubaix. La cursa es disputà l'1 d'abril de 1934 i fou guanyada pel belga Gaston Rebry, que d'aquesta maneta obtenia la segona victòria en aquesta cursa, després de l'obtinguda el 1931.
El primer a arribar a la meta fou Roger Lapébie, però fou desqualificat per agafar una bicicleta del públic, cosa prohibida pel reglament del moment.

## Classificació final
|    | Ciclista           | Equip                       | Temps |
| -- | ------------------ | --------------------------- | ----- |
| 1  | Gaston Rebry       | Alcyon-Dunlop               |       |
| 2  | Jean Wauters       | Thomann                     |       |
| 3  | Frans Bonduel      | Dilecta                     |       |
| 4  | René Le Grevès     | Alcyon - Dunlop             |       |
| 5  | André Godinat      | Dilecta                     |       |
| 6  | Alfons Schepers    | La Française                |       |
| 7  | Romain Maes        | Alcyon - Dunlop             |       |
| 8  | Louis Hardiquest   | La Française                |       |
| 9  | Raymond Louviot    | Genial Lucifer - Hutchinson |       |
| 10 | Alfred Haemerlinck | Dilecta                     |       |